# Urząd Temnitz
Urząd Temnitz (niem. Amt Temnitz) – urząd w Niemczech, leżący w kraju związkowym Brandenburgia, w powiecie Ostprignitz-Ruppin. Siedziba urzędu znajduje się w miejscowości Walsleben.
W skład urzędu wchodzi sześć gmin:
1. Dabergotz
2. Märkisch Linden
3. Storbeck-Frankendorf
4. Temnitzquell
5. Temnitztal
6. Walsleben